# Telavancina
La telavancina, comercializada bajo la marca Vibativ entre otras, es un antibiótico utilizado para tratar las infecciones de la piel y estructuras cutáneas y la neumonía adquirida en el hospital, incluida la debida al SARM. Se administra mediante inyección en vena. 
Los efectos secundarios  del medicamento incluyen náuseas, diarrea, dolor de cabeza, dificultad para dormir y orina espumosa;  otros efectos secundarios incluyen problemas renales, síndrome del hombre rojo, prolongación del intervalo QT e infección por Clostridioides difficile .  El uso durante el embarazo pudiera dañar al bebé.  Es un lipoglicopéptido semisintético derivado de la vancomicina .  Actúa impidiendo que las bacterias formen una pared celular . 
El uso médico de la telavancina se aprobó en Estados Unidos en 2009, aunque en Europa se aprobó en 2011 y posteriormente se retiró. En Estados Unidos, el medicamento cuesta unos 570 dólares al día a partir de 2021.  